# Hemeroplanis scopelopes
Hemeroplanis scopelopes är en fjärilsart som beskrevs av Max Wilhelm Karl Draudt och M.Gaede 1946. Hemeroplanis scopelopes ingår i släktet Hemeroplanis och familjen nattflyn. Inga underarter finns listade i Catalogue of Life.